# Ругвабиза, Валентина
Валентина Ругвабиза (фр. Valentine Rugwabiza; род. 25 июля 1963, Руанда) — руандийский государственный и политический деятель, дипломат. С 2016 по 2018 год работала постоянным представителем страны при Организации Объединённых Наций. В настоящее время является специальным представителем Генерального секретаря ООН и главой Многопрофильной комплексной миссии Организации Объединённых Наций по стабилизации в Центральноафриканской Республике (МИНУСКА).

## Ранний период жизни
Родилась 25 июля 1963 года. Имеет степень бакалавра и магистра экономики Национального университета Заира.

## Карьера
В течение восьми лет работал в швейцарской транснациональной компании Roche Holding, сначала в качестве руководителя отдела коммерческого развития и маркетинга в Центральной Африке в Яунде, а затем в качестве регионального директора в Кот-д’Ивуаре. Вернулась в Кигали в 1997 году, где начала управлять собственной компанией Synergy Group.
В 2002 году была назначен послом Руанды в Швейцарии и постоянным представителем при отделении ООН в Женеве сроком на три года.
С 2005 по 2013 год была заместителем генерального директора Всемирной торговой организации и стала первой женщиной, занявшей этот пост. Является одним из основателей Федерации частного сектора Руанды, Организации женщин-предпринимателей Руанды и Группы женщин-лидеров Руанды.
С 2013 по 2014 год была генеральным директором Совета по развитию Руанды. С 2014 по 2016 год занимала должность министра Восточноафриканского сообщества. В 2015 году была названа одной из «50 влиятельных женщин Африки» журналом Jeune Afrique.
В ноябре 2016 года была назначена постоянным представителем Руанды при ООН президентом Полем Кагаме. Является членом кабинета министров Руанды и была членом Законодательного собрания Восточной Африки с 2012 по июнь 2017 года.
В феврале 2022 года ООН объявила, что Валентина Ругвабиза заменит сенегальца Манкеура Ндиайе во главе МИНУСКА, миротворческой миссии ООН в Центральноафриканской Республике.

## Личная жизнь
Замужем за Полем Сенданойе.